# Кристофър Уалембо
Кристофър Кларк Уалембо (на френски език - Christopher Clark Oualembo) е конгоански футболист, национал на ДР Конго, защитник.
Роден на 31 януари 1987 г. в Сен Жермен ан Ле, Франция, притежава френско и конгоанско гражданство.

## Кариера

### ПСЖ
Кариерата си започва във френския Ачерес. На 13-годишна възраст е забелязан от скаутите на Пари Сен Жермен и преминава в тима от Париж. Там през 2005 г. става шампион на Франция с юношите до 18 години. От следващата година е във втория отбор на френския гранд, но му е трудно да се наложи. Затова през юли 2006 г. е даден под наем за шест месеца в аматьорския УС Куевели. Той е много бърз, техничен и офанзивен футболист. Владее добре топката и раздвижва играта.

### Леванте
Скоро е забелязан от скаути на Леванте и през януари 2007 г. е закупен. Не успява да се наложи и играе предимно за втория отбор, който се подвизава в трета дивизия. 

### Монца
На 30 юли 2009 г. подписва с италианския АК Монца. Напуска през лятото на 2011 г., след като Монца не му подновява договора.

### Черноморец
На 13 януари 2012 г. започва пробен период с Черноморец (Бургас). Взима участие в първата контрола на бургаския клуб за 2012 г. на 18 януари срещу ФК Созопол (5:1) като оставя добри впечатления. След близо 10 дневен пробен период подписва договор с Черноморец. Записва дебют на 17 март 2012 г. срещу Берое. Разтрогва по взаимно съгласие през юни 2012 г.

## Национален отбор
Дебютира за ДР Конго на 25 март 2008 г. срещу Габон.

## Статистика по сезони
| Сезон    | Отбор               | Първенство | Мачове | Голове |
| -------- | ------------------- | ---------- | ------ | ------ |
| 2012/пр. | Черноморец (Бургас) | А група    | 11     | 0      |